# Pau Aymat
Pau Aymat Pujol (Viñols y Archs, c. 1880 - Reus, c. 1940) fue un terrateniente y político español.

## Biografía
De familia acomodada y propietario de fincas agrícolas en Vinyols y en Reus, fue un miembro activo del partido de derechas Unión Monárquica Nacional, partido por el que fue regidor y alcalde de Reus entre 1922 y 1923. También fue alcalde por un breve período de tiempo durante 1930. Afiliado en 1934 al Partido Agrario, del que fue fundador en las comarcas tarraconenses, luchó contra la ley de Contratos de Cultivo y se opuso, junto con su partido, a la reforma agraria del ministro Marcelino Domingo. En mayo de 1930, el general Berenguer nombró alcalde de Reus Ramon Salvat Siré, en sustitución de Tomàs Piñol. Ramon Salvat dimitió en el mismo momento de la toma de posesión, y se nombró por las autoridades, nuevo alcalde a Pau Aymat. Aymat casi no ejerció la alcaldía por discrepancias políticas y finalmente Josep Caixés, en noviembre de 1930 fue nombrado alcalde hasta la proclamación de la República.
| Predecesor: Tomás Piñol Gasull | Alcalde de Reus 1930-1931 | Sucesor: Josep Caixés |